# Ferrocarril de Birmingham y Gloucester
El Ferrocarril de Birmingham y Gloucester (nombre original en inglés: Birmingham and Gloucester Railway, abreviado como B&GR), fue la primera compañía ferroviaria británica que unía las ciudades cuyos nombres figuraban en su denominación. La línea se abrió por etapas en 1840, utilizando una terminal en Camp Hill en Birmingham. Se conectaba con el Ferrocarril de Bristol y Gloucester en Gloucester, pero la línea de esta compañía (proyectada por Isambard Kingdom Brunel) era de gran ancho, lo que obligaba a transbordar necesariamente mercancías y pasajeros desde y hacia los trenes de vía estrecha del B&GR (con 4 pies 8,5 plg (1435 mm), que acabaría convirtiéndose en el estándar nacional). Casi toda la línea principal original permanece activa como ruta "troncal".
Su línea principal incorporaba la rampa de Lickey, un tramo de vía de 2 millas (3,2 km) que sube una pendiente de 1 en 37 (2,7%) en dirección norte (y que se desciende en sentido contrario). El ascenso fue un desafío o un impedimento para muchas de las cargas más pesadas y para las locomotoras de menor potencia durante la era de la tracción a vapor.
Habiendo captado su propio patrocinio y capital, la compañía logró la transformación y el empleo completamente funcional de los terrenos ocupados por la línea, de los edificios, de la mano de obra y del material rodante, lo que facilitó que la compañía fuese adquirida por el Ferrocarril de Midland en 1846.

## Primeras propuestas

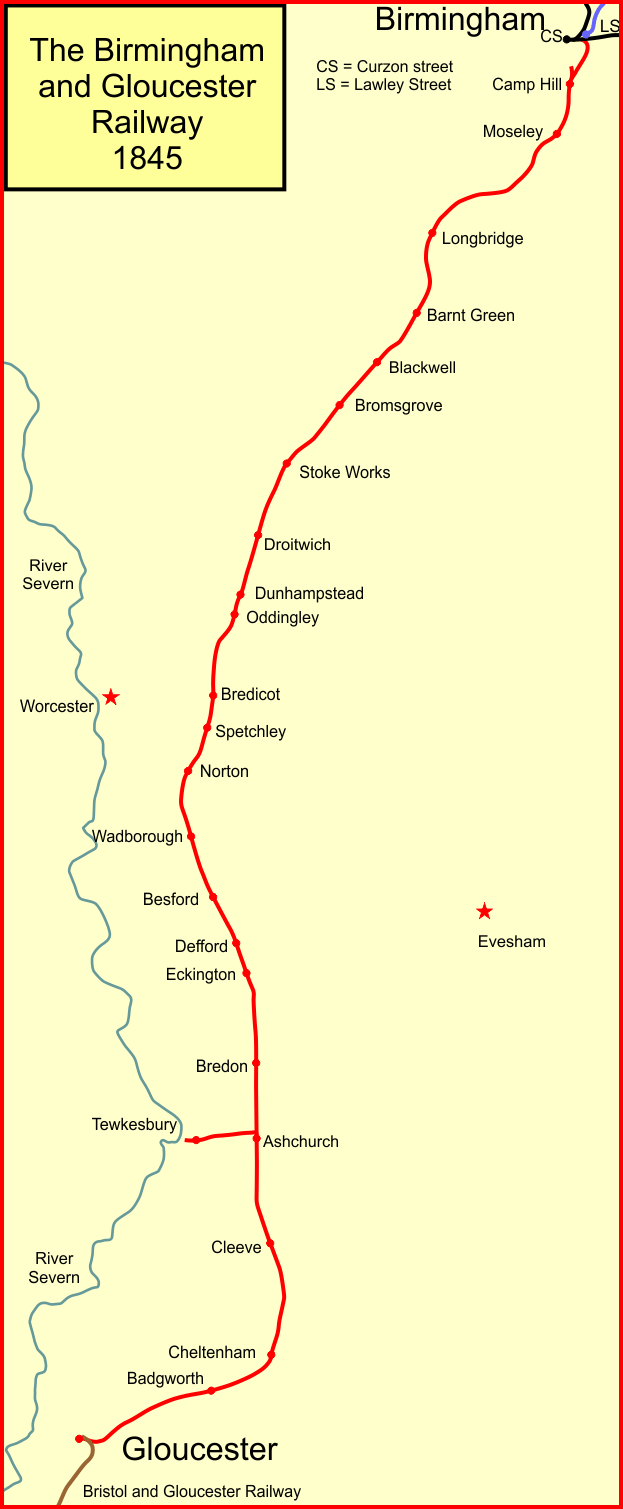
La red del Ferrocarril de Birmingham y Gloucester en 1845

La idea de una línea ferroviaria entre Bristol y Birmingham se planteó durante la construcción del Ferrocarril de Stockton y Darlington. Anualmente se transportaban 78.000 toneladas de mercancías de Birmingham a Bristol, un viaje que duraba casi una semana, con un coste del viaje elevado. En una reunión en Bristol el 13 de diciembre de 1824, se recogieron suscripciones para la propuesta de un "Ferrocarril del Norte y Oeste de Bristol". Los inversores, entre los que se encontraban ricos inversores capitalistas, eran entusiastas del proyecto y antes de que cerrara la reunión del prospecto de los promotores del fondo, el total de las 16.000 acciones asignadas a Bristol habían sido adquiridas. Se emitieron otras 9.000 acciones, cuya cuota de suscripción y desembolso se asignó a otros lugares, y el total del capital comprometido ascendió a 1,25 millones de libras (equivalente a 1170 millones de £ en 2021), en una era en la que la mano de obra era barata y abundante, y el trabajo de estos profesionales habría permitido la construcción de miles de casas o mejoras en la red de caminos (levantando por ejemplo nuevos puentes) por tal suma. La empresa astudió la ruta en 1825, pero la crisis financiera de 1826 hizo que los inversores pidieron que se suspendiera el proyecto, a lo que accedió la empresa.
En 1832 la empresa lanzó un nuevo proyecto, y se le pidió a Isambard Kingdom Brunel que estudiara una ruta más económica entre Birmingham y Gloucester. Evitó la barrera de las colinas de Lickey Hills, y su pendiente máxima habría sido de 1 por 300. Pero esta propuesta tampoco logró avanzar, debido a la falta de fondos.

## Propuesta asumida del Ferrocarril de Birmingham y Gloucester
La idea revivió cuando en 1834 se contrató al capitán W. S. Moorsom para inspeccionar una ruta. Una vez más, la economía se consideró esencial y su ruta evitó las grandes ciudades, lo que redujo el costo del terreno ocupado por las vías. La ciudadanía de las localidades ignoradas expresó su decepción y en Cheltenham se concentraron las principales críticas. Moorsom modificó su ruta prevista para proporcionarle una estación, pero eso no se consideró conveniente para el centro de la ciudad y se propuso un ramal. Cuando los promotores dle B&GR se negaron a contemplar los gastos que implicaba el ramal, Pearson Thompson, un destacado residente de Cheltenham y miembro del Comité de Gloucester del B&GR, se ofreció a construirlo él mismo por su propia cuenta.
Alrededor de Birmingham, la política local y los factores geográficos presentaron menos dificultades. Se acordó una conexión con el Ferrocarril de Londres y Birmingham cerca de la ciudad por entonces en expansión. Además, el L&BR acordó el uso compartido de su Estación de Birmingham en Curzon Street mediante el pago de un peaje. Además de brindar una conexión directa con Londres y con el noroeste de Inglaterra a través del Ferrocarril Grand Junction, esto evitó el gasto de construir una nueva terminal en la ciudad.
Moorsom estimó el costo de la construcción en 920.000 libras esterlinas. Su ruta subía directamente hacia el Lickey Ridge, lo que implicaba un largo ascenso, que se dividió en dos secciones: 1+1/4 de milla (2 km) en 1 por 54 utilizando un cabestrante accionado por un motor estacionario de 96 caballos (97,3 CV), y 1+1/4 de milla (2 km) en 1 por 36 trabajado por una máquina de 121 caballos (122,7 CV). También iba a haber un plano inclinado en Gloucester para llegar a un depósito de mercancías en el canal, y otro en la línea de conexión al L&BR en Birmingham, con una pendiente de 1 en 84.
En la sesión del Parlamento de 1836, también se consideraron los planes del Ferrocarril de Cheltenham y Unión con el Great Western, y entre Gloucester y Cheltenham las dos compañías propusieron una ruta casi idéntica. Llegaron a un arreglo por el cual colaborarían en la construcción. La línea entre Gloucester y Cheltenham se dividiría en dos partes: el extremo de Cheltenham sería construido por la compañía de Birmingham y el extremo de Gloucester por el C&GWUR. Cada uno construiría una de las estaciones y los dos tendrían libertad para recorrer toda la línea y utilizar ambas estaciones. Los medios para solventar la complejidad de la problemática de los diferentes anchos de vía no se especificaron completamente al principio.
Un primitivo tranvía estaba situado entre las dos compañías: el Tranvía de Gloucester y Cheltenham que se inauguró en 1810. Además de conectar los dos nuevos tramos, tenía un ramal importante a las canteras de Leckhampton, en las colinas situadas al sur de Cheltenham, y una terminal en los muelles de Gloucester. La piedra para la construcción de viviendas estaba experimentando por entonces una fuerte demanda, y el B&GR y el C&GWUR solicitaron la adquisición del tranvía, a pesar de que su trazado no era adecuado para una línea ferroviaria principal, pero su comercio portuario y su acceso eran muy atractivos. El enfoque de colaboración para construir la nueva línea principal se extendió a la cuestión de adquirir el tranvía, y se acordó hacerlo de forma conjunta, por la suma de 35.000 libras esterlinas.

## Autorización

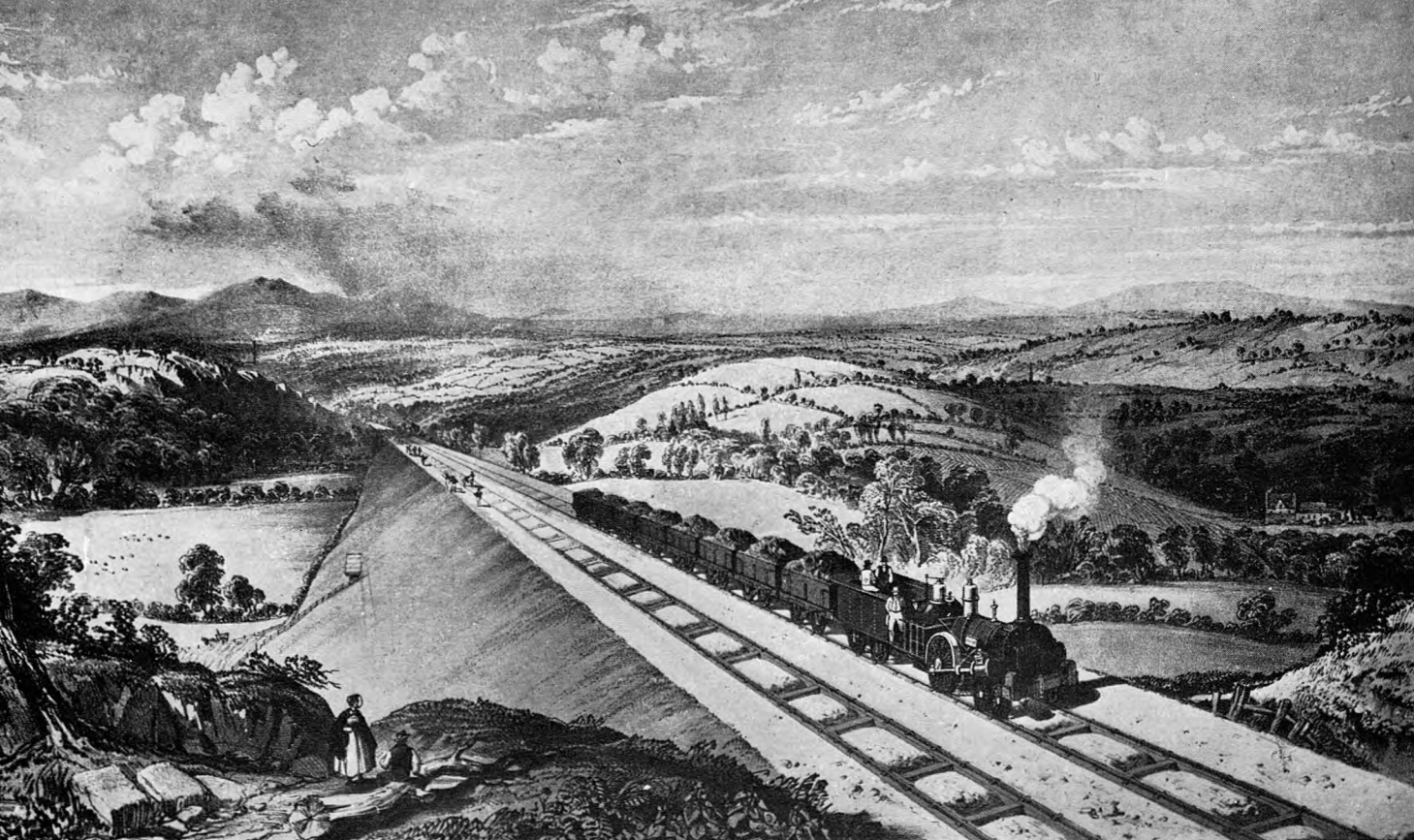
La rampa de Lickey alrededor de 1845

En esta etapa, la línea se concibió como un ferrocarril de peaje (en el que los transportistas independientes podrían hacer circular sus propios trenes, pagando un peaje al B&GR por ese derecho). El ferrocarril recibió la aprobación definitiva de su Acta parlamentaria el 22 de abril de 1836, con un capital autorizado de 950.000 libras esterlinas.
Las élites y las empresas de Worcester mantuvieron firmemente la postura de que la ciudad necesitaba una línea férrea mucho más cercana. Para mitigar el temor a la competencia de otras compañías ferroviarias, el B&GR acordó proporcionarle un ramal desde Abbotswood. De igual forma hubo que pacificar Tewkesbury, con un ramal desde Ashchurch. Estos ramales fueron autorizados por la Ley del 15 de mayo de 1837 para las extensiones a Worcester y Tewkesbury.
La construcción se había retrasado debido a los altos precios y a la dificultad de obtener acceso a los terrenos en la ruta, pero en abril de 1837 se reinició con un nuevo impulso. Sin embargo, un grupo de accionistas puso en duda la capacidad de Moorsom y se acordó que habría un retraso de seis semanas mientras un eminente ingeniero revisaba los aspectos técnicos de la línea propuesta. El encargado de revisar el proyecto due Joseph Locke, y su informe sobre los aspectos técnicos, incluida la rampa de Lickey, fue favorable.
La compañía Ferrocarril de Cheltenham y Unión con el Great Western estuvo escasa de dinero desde el principio, principalmente debido a la batalla parlamentaria librada y ganada con un rival para llegar a Cheltenham. En noviembre de 1837 dejó claro que su parte más oriental (Swindon a Cirencester) tenía prioridad total. Así se revocó su acuerdo para tender la línea entre Cheltenham y Gloucester, de la que dependía el B&GR, que quedó sumamente alarmado por esta postura, puesto que si el C&GWUR se declaraba insolvente y sus poderes expiraban, el B&GR no dispondría de los poderes necesarios para completar la línea por sí mismo.
El C&GWUR presentó un proyecto de ley ante el Parlamento en la sesión de 1838, y se aceptó mutuamente que se podrían insertar cláusulas de protección para el B&GR. Además, se otorgó poderes al B&GR para construir la línea por sí mismo si el C&GWUR no lo hacía antes de una fecha. Cada empresa construiría y sería propietaria de una estación de la ciudad. Bajo estas disposiciones, el B&GR pronto construyó su propia línea.
En agosto de 1839, el Ferrocarril de Birmingham y Gloucester tenía cuatro locomotoras y se habían entregado 35 vagones, pero una apertura anticipada se retrasó debido al mal tiempo. Los directivos se unieron al primer viaje público de pasajeros en parte de la ruta el 1 de junio de 1840,  cuando se realizaron dos viajes de ida y vuelta.

## Apertura de la línea
La línea se puso en servicio por etapas, y de Cheltenham a Bromsgrove se abrió al público sin ceremonia el 24 de junio de 1840 para el tráfico de pasajeros. El 17 de septiembre de 1840 se amplió a una terminal temporal en Cofton Farm, un poco al sur del área semirrural de Longbridge, al sur de Birmingham. La sección de Cheltenham a Gloucester se abrió el 4 de noviembre de 1840. El 17 de diciembre de 1840 se abrió la extensión norte, a la Camp Hill, que se convirtió en la terminal de Birmingham durante un tiempo, como se había planeado muy al principio.
El ramal de Tewkesbury se abrió el 21 de julio de 1840. Fue operada por caballos hasta 1844, y la doble vía se instaló en 1864 en relación con la construcción de la línea de Malvern y Tewkesbury.
La línea se vinculó más ampliamente, según lo acordado, al construir y luego abrir una conexión con el Ferrocarril de Londres y Birmingham más allá de Camp Hill el 17 de agosto de 1841, cuando fue relegada a una estación de mercancías y la Estación de Curzon Street de Birmingham se convirtió en una importante punto de conexión además de terminal de una ruta operativa. El tráfico de mercancías comenzó en la línea en abril de 1841.
La línea posee un túnel en Grovely Hill, cerca de Bromsgrove. Tiene 1/4 de milla (0,4 km) de largo, y está revestido en ladrillo sin remate. El puente más grande al construirse la línea está sobre el río Avon en Eckington (Worcestershire), con tres arcos rebajados de hierro fundido de 73 pies (22,3 m) de luz apoyados en dos líneas de columnas de hierro.
Los rieles tenían un peso de 56 lb/yd (27,8 kg/m), colocados sobre traviesas longitudinales, excepto en los terraplenes de más de 15 pies (4,6 m) de altura, donde se utilizaron traviesas convencionales. La construcción costó 1.266.666 libras esterlinas.

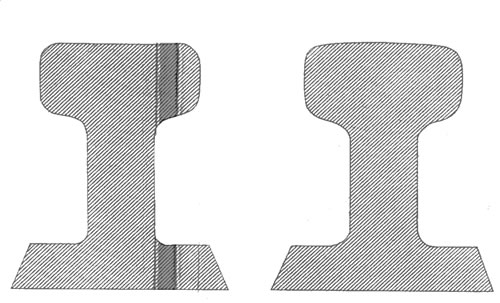
Riel vignole utilizado en el Ferrocarril de Birmingham y Gloucester en 1840

## Locomotoras
Edward Bury, constructor de locomotoras y superintendente del Ferrocarril de Londres y Birmingham, fue contratado en 1838 como consultor de locomotoras, talleres y motores estacionarios para el plano inclinado de Lickey. Inmediatamente organizó la compra de dos locomotoras de segunda mano, la 0-4-0 Leicester y la 0-4-2 Southampton para intervenir en la construcción de la línea. También encargó otras cuatro máquinas a George Forrester, llegando las dos primeras en noviembre.

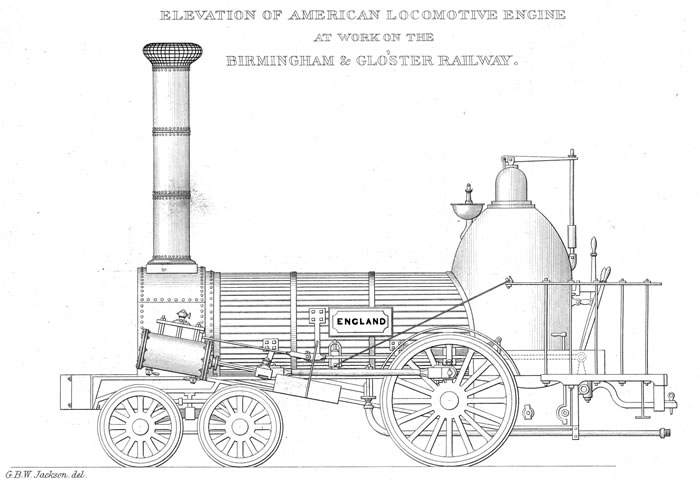
La locomotora "England", construida por la compañía Norris

En 1838, durante el período de construcción, se volvió a pensar en el recorrido de la rampa de Lickey utilizando locomotoras, aunque Brunel, Robert Stephenson y Bury declararon que esto era imposible o lo desaconsejaron. El Capitán Moorsom dijo que había visto locomotoras trabajando en pendientes similares en los EE. UU., Se hizo un pedido al fabricante Norris Locomotive Works de Filadelfia para una serie de locomotoras 4-2-0. El requisito clave para el B&GR era que tres locomotoras de 12 toneladas "Clase A Extra" ayudaran a los trenes a subir la rampa de Lickey, pero el equipo de Norris actuó con una política de ventas astuta y posiblemente engañosa, que se tradujo en ventas adicionales de siete locomotoras de la Clase B y en tres de la Clase A de ocho y diez toneladas respectivamente.
Después de las deliberaciones iniciales sobre las locomotoras aptas para la pendiente de Lickey, se encargaron varias máquinas estadounidenses. El prototipo de la máquina de Norris se describió como una locomotora Clase A Extra, supuestamente capaz de llevar 75 toneladas largas (76,2 t) por la pendiente de Lickey a una velocidad de 10 a 15 millas por hora (16,1 a 24,1 km/h). Se encargaron tres más de estas máquinas. El agente británico de Norris persuadió al B&GR para que comprara locomotoras de la "Clase B" más pequeñas, y el prototipo, bautizado "England", se probó en el Ferrocarril Grand Junction (ya que el tendido del B&GR todavía no estaba listo) en marzo de 1839 y se descubrió que no cumplía con la especificación en cuanto al transporte de carga. Sin inmutarse, el B&GR compró seis de las máquinas de la "Clase B". A finales de mayo de 1840 se entregó una locomotora de la "Clase A Extra", Philadelphia, que tenía una caja de arena y una tina de agua "para mojar los rieles y mejorar la adherencia". En una prueba en la pendiente incompleta de Lickey, se desempeñó mejor que una locomotora Bury, remolcando 24 toneladas a 15 millas por hora (24,1 km/h).
Sin embargo, Rake comenta que "las locomotoras estadounidenses fueron, sin embargo, reemplazadas posteriormente, ya que se descubrió que una locomotora de tanque ordinaria, asistida por un piloto, manejaba el tráfico de una manera perfectamente satisfactoria". Además, los fogones y los tubos de las calderas eran de hierro, y pronto hubo que sustituirlos por accesorios de latón.
En la apertura había cuatro locomotoras construidas por Forrester, nombradas Cheltenham, Worcester, Bromsgrove y Tewkesbury. Tenían ruedas motrices de 5 pies 6 plg (1676 mm) diámetro. Había cuatro de las locomotoras estadounidenses 4-2-0, que tenían ruedas motrices de 4 pies (1219 mm). Las cuatro ruedas no motrices iban montadas sobre un bogie. Fueron nombradas Philadelphia, England, Columbia y Atlantic. Además, había otras cuatro máquinas para mantener el balasto.

## Arranque de la actividad comercial

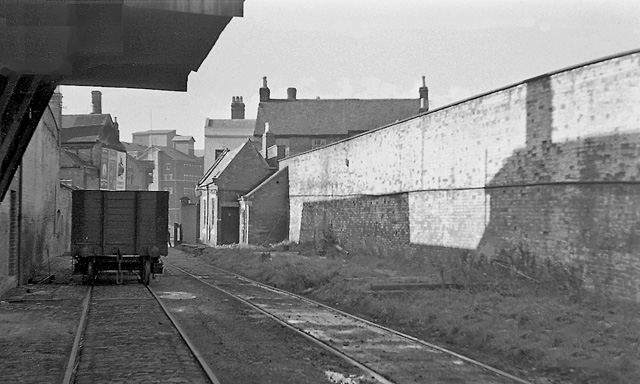
Emplazamiento de la estación de Tewkesbury (1840)

Los trenes de correo nocturno comenzaron a funcionar a partir del 6 de febrero de 1841, gracias a un contrato con la Dirección General de Correos.
En 1842, la tensa economía del Reino Unido fue testigo de una caída masiva en el transporte de pasajeros que continuó en 1843. Esto redujo o retrasó el desembolso del B&GR debido a la confianza de los inversores.
El Ferrocarril de Bristol y Gloucester se inauguró el 8 de julio de 1844. El hecho de que hubiera una ruta ferroviaria directa entre Birmingham y Bristol, aunque por el momento con una discontinuidad del ancho de vía en Gloucester, anunció décadas de intenso tráfico de mercancías.
El mencionado Ferrocarril de Bristol y Gloucester y el Ferrocarril de Birmingham y Gloucester obviamente tenían intereses mutuos, y se llevaron a cabo conversaciones sobre la fusión de las dos compañías, que fue "acordada" el 14 de enero de 1845, pero el Parlamento dio paso a la programación de otros proyectos de ley (al constatarse algunos problemas en el Reglamento). A la espera de una regulación legal, las dos compañías comenzaron a trabajar en colaboración de manera informal.

## Tewkesbury

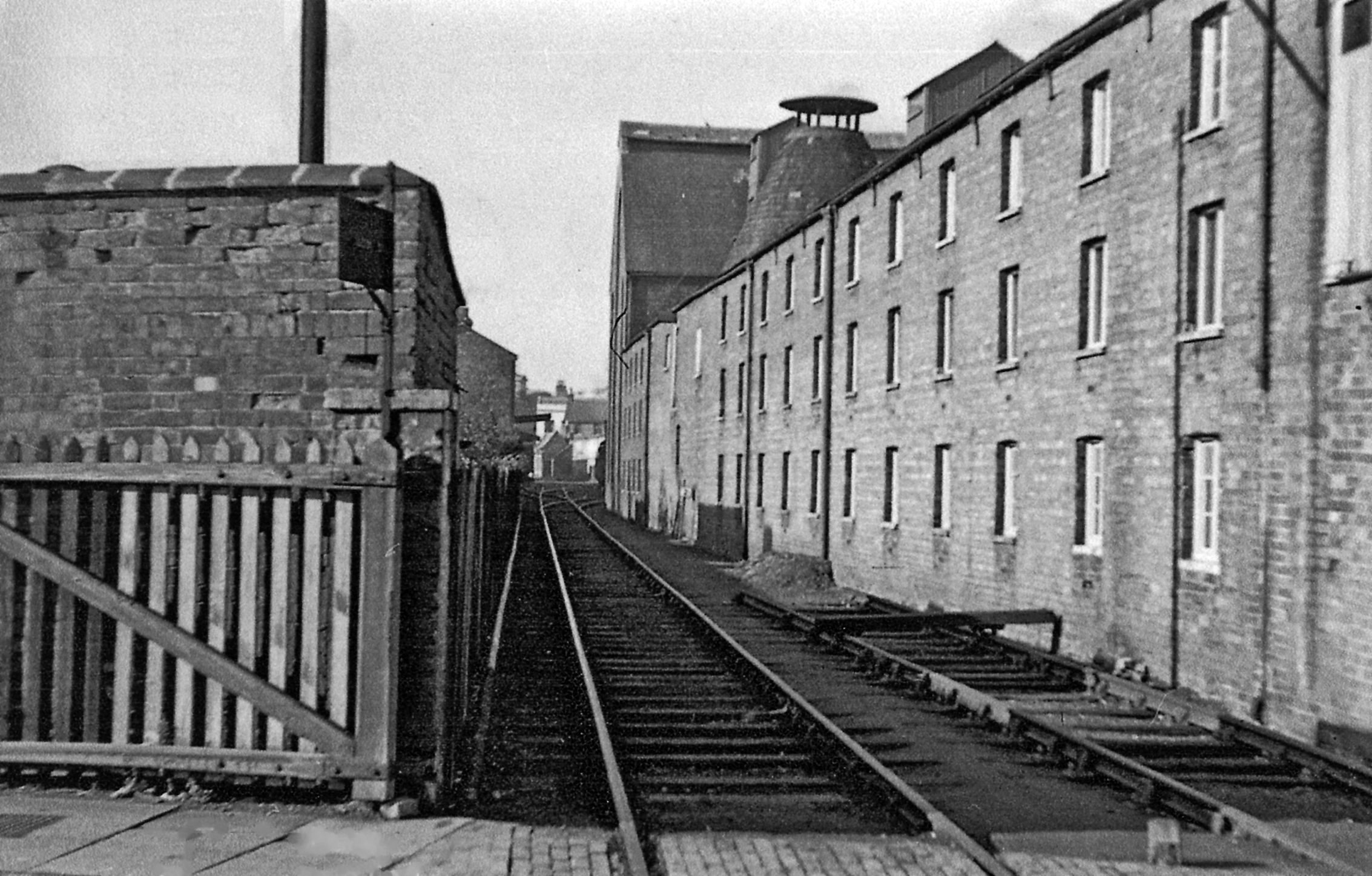
Ramal de Tewkesbury Quay en 1951

Una descripción contemporánea de la estación menciona que "la elevación frontal tiene 38 pies (11,6 m) de ancho, y en la parte trasera hay un andén elevado de 133 x 12,5 pies (40,5 x 3,8 m) cubierto por un techo con lucernarios de vidrio a cada lado. El techo medía 166 pies (50,6 m) de largo por 32 pies (9,8 m) de ancho".

## Ferrocarril de Bristol y Gloucester

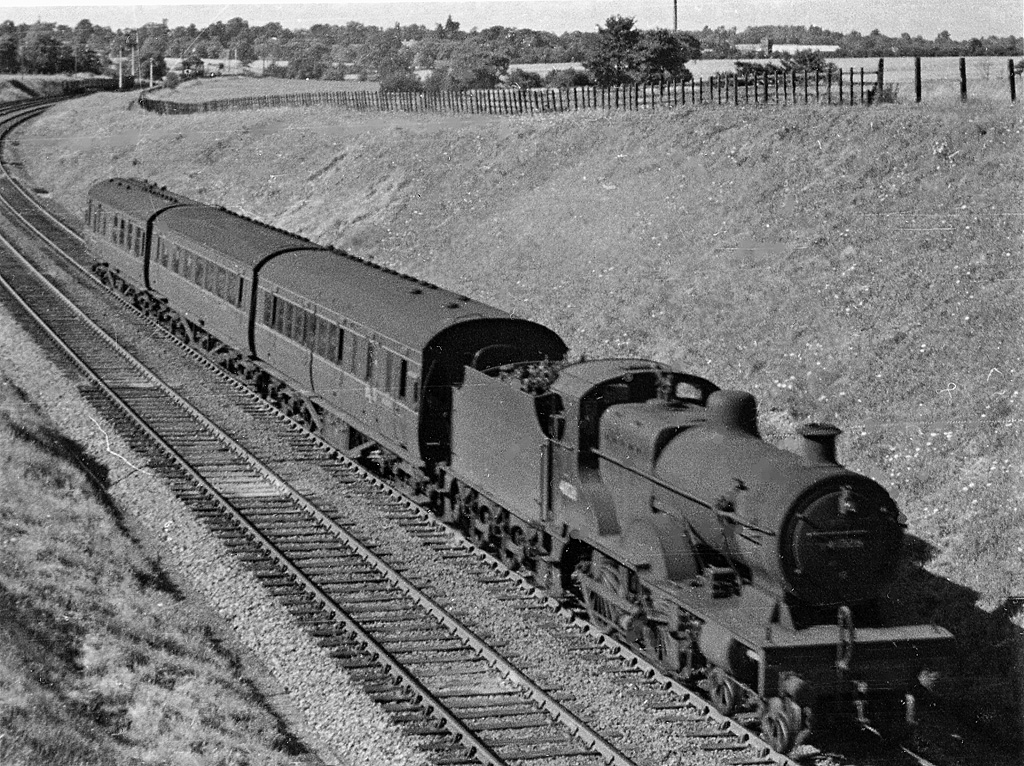
Tren detenido a poca distancia al sur de Abbotswood Junction en 1950

En 1839 se había autorizado el Ferrocarril de Bristol y Gloucester. Fue concebido como una línea de vía estrecha (ancho estándar) entre una terminal en Bristol y Standish Junction, donde utilizaría el Ferrocarril de Cheltenham y Unión con el Great Western hacia Gloucester. La compañía señaló que, dado que operaría entre Bristol y Standish (ambas localidades equipadas entonces con las vías de gran ancho ideadas por Isambard Kingdom Brunel), debería construir su línea con vía ancha, lo que le permitiría usar la estación del GWR de Temple Meads en Bristol, y simplificaría el tramo entre Standish y Gloucester, que de otro modo habría tenido que construirse disponiendo vía mixta.
El Ferrocarril de Bristol y Gloucester se abrió al tráfico de pasajeros el 6 de julio de 1844. Disponía de un andén destinado al C&GWUR, en el lado norte de la Estación del Ferrocarril de Birmingham y Gloucester. Ambas líneas se cruzaban en la aproximación inmediata a las estaciones.

## Absorción por el Ferrocarril de Midland

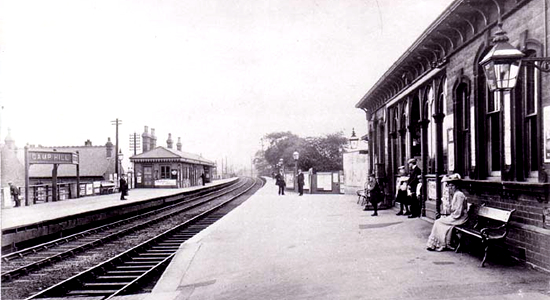
Estación de Camp Hill

El 24 de enero de 1845, el Great Western Railway ofreció comprar las dos empresas; esto habría dado como resultado que la vía ancha se extendiera a Birmingham, y la propuesta fue rechazada. John Ellis del Ferrocarril de Midland se encontró con Edward Sturge y Joseph Gibbons mientras viajaban a una segunda reunión con el GWR el 26 de enero. Ellis vio la oportunidad y ofreció que su empresa compraría las compañías de Gloucester y se ofreció a recaudar y gastar el 6% de su (propio) capital de 1,8 millones de libras esterlinas si las conversaciones con el GWR no eran concluyentes. El GWR se negó a aumentar su oferta, y las empresas de Gloucester volvieron a negociar con Ellis.
La empresa otorgó al abogado del Midland Samual Carter un contrato de arrendamiento perpetuo con derecho a compra. El asunto fue ratificado en el Parlamento en la sesión de 1846, y el 3 de agosto de 1846 se aprobó la fusión mediante el correspondiente proyecto de ley.
El Ferrocarril de Londres y del Noroeste estaba tan ansioso por mantener la vía ancha lejos de Birmingham como el Ferrocarril de Midland, y se comprometió a compartir cualquier pérdida que el MR pudiera tener con la adquisición, que posteriormente se conmutó por un permiso para usar la Estación de New Street del LNWR en Birmingham (construida más adelante), por un alquiler nominal de 100 libras por año.
La compra corporativa prolongó la discontinuidad del ancho de vía en Gloucester. La interrupción causada por el proceso de transferencia de mercancías de vagones de vía estrecha (estándar) a vía ancha influyó en la Comisión de Anchos, que en ese momento estaba deliberando sobre recomendaciones al Parlamento sobre la estandarización del ancho de vía en Gran Bretaña. Como prioridad más inmediata, el Ferrocarril de Midland obtuvo autorización por Ley del 14 de agosto de 1848 para colocar una vía estrecha independiente entre Gloucester y Standish Junction (donde divergía del Ferrocarril de Cheltenham y Unión con el Great Western) y para montar vía de ancho mixto entre Standish y Bristol. Hicieron circular su primer tren de vía estrecha el 29 de mayo de 1854.
Se compraron más locomotoras Norris, pero estaban construidas toscamente y muy pronto resultó necesario reemplazar las cámaras de combustión. A partir de febrero de 1842, varias se convirtieron progresivamente en máquinas tanque (con el depósito de agua incorporado en la propia locomotora).

## Worcester
El Ferrocarril de Birmingham y Gloucester había mostrado desde el principio su voluntad de acceder a Worcester, ante las quejas de sus habitantes que mostraban su malestar porque la ciudad había quedado fuera de la línea. Pero los parlamentarios y los pares se opusieron a un ramal de enlace, presionados por los propietarios de los canales, por el sector de las diligencias y por los ferrocarriles rivales, por lo que las primeras leyes de autorización excluyeron esta posibilidad.
El Ferrocarril de Oxford, Worcester y Wolverhampton había sido autorizado el 4 de agosto de 1845. Iba a ser una línea de vía ancha, aliada con el Great Western Railway. Pero la recesión financiera nacional reinante por entonces se tradujo en numerosos parones en la construcción. Mientras tanto, el Ferrocarril de Midland estaba ansioso por llegar a Worcester, y las dos compañías llegaron a un acuerdo para colocar una vía estrecha (estándar) entre un cruce en Abbots Wood (Abbotswood) (en la línea principal del B&GR) y Shrub Hill, una estación cercana a Worcester. El Ferrocarril de Midland comenzó a operar un servicio de trenes el 5 de octubre de 1850. Había cinco trenes diarios a Bristol y seis a Birmingham. Los trenes de Birmingham daban marcha atrás en Abbots Wood Junction.
Gough informaba de que:

El Midland trabajó en el servicio en la sección corta entre Abbot's Wood Jcn y Worcester desde su comienzo. Cuando se completó el circuito a Stoke Works Jcn, la compañía comenzó a dividir sus trenes de pasajeros y ejecutar una sección directa y otra a través de Worcester. Los trenes se separaban y volvían a unirse en los dos cruces. En 1855, el servicio en la línea original consistía en dos trenes en cada dirección entre Bromsgrove y Abbot's Wood, haciendo conexiones con los trenes que circulaban por el circuito. A partir del 1 de octubre de 1855, estos servicios se retiraron y todos los trenes regulares de pasajeros pasaron por Worcester. Los trenes de mercancías y el tráfico de excursiones continuaron circulando por Dunhampstead [la línea principal original]. La línea de Dunhampstead se reabrió para el tráfico regular el 1 de junio de 1880 para permitir que algunos trenes pasaran por alto Worcester, pero las estaciones intermedias no se reabrieron para el tráfico de pasajeros.

## Línea directa en Landor Street Junction
El Ferrocarril de Midland se formó mediante la fusión del Ferrocarril de Birmingham y Derby Junction con otras compañías. Tanto la línea del B&DJR como la del B&GR giraron hacia el oeste hasta la estación de Curzon Street y Landor Street, y en 1862 el Ferrocarril de Midland obtuvo poderes para construir una línea directa entre las dos redes.
La conexión directa se inauguró en la primera mitad de 1864. A partir de ese momento, los trenes expresos de pasajeros circularon entre Derby y Bristol por la línea directa. Partes de la estación Birmingham en New Street, que ahora se abrió como la estación central principal del Ferrocarril de Midland, se separaron o se trasladaron a Saltley y Camp Hill.

## Ferrocarril Suburbano del Oeste de Birmingham
El 3 de abril de 1876 se inauguró el Ferrocarril Suburbano del Oeste de Birmingham, como una vía única desde el Ferrocarril de Midland en Lifford hasta el muelle del canal de Granville Street, cerca del centro de Birmingham. Fue operado por Ferrocarril de Midland, que más tarde adquirió la vía. Concebida como una línea de pasajeros suburbana, disponía de una conexión en Lifford con Kings Norton en la línea principal de Birmingham y Gloucester, y los trenes de pasajeros de Granville Street llegaban a ese lugar.
En 1881, una ley autorizó una extensión hacia el noreste, para conectar con la estación de New Street en Birmingham. La extensión se inauguró en 1885 y, desde ese momento, los trenes expresos de pasajeros entre Bristol y Birmingham utilizaron la línea del Suburbano Oeste, que tenía la ventaja adicional de acceder a la Estación de New Street desde el oeste, lo que le permitía avanzar hacia la línea de Derby del Ferrocarril de Midland sin necesidad de invertir la marcha.

## Curva de Lifford
En 1892 se tendió una curva en Lifford, que formaba el tercer lado de un triángulo y permitía la operación circular de trenes suburbanos de pasajeros.

## Locomotoras de refuerzo en la rampa de Likey

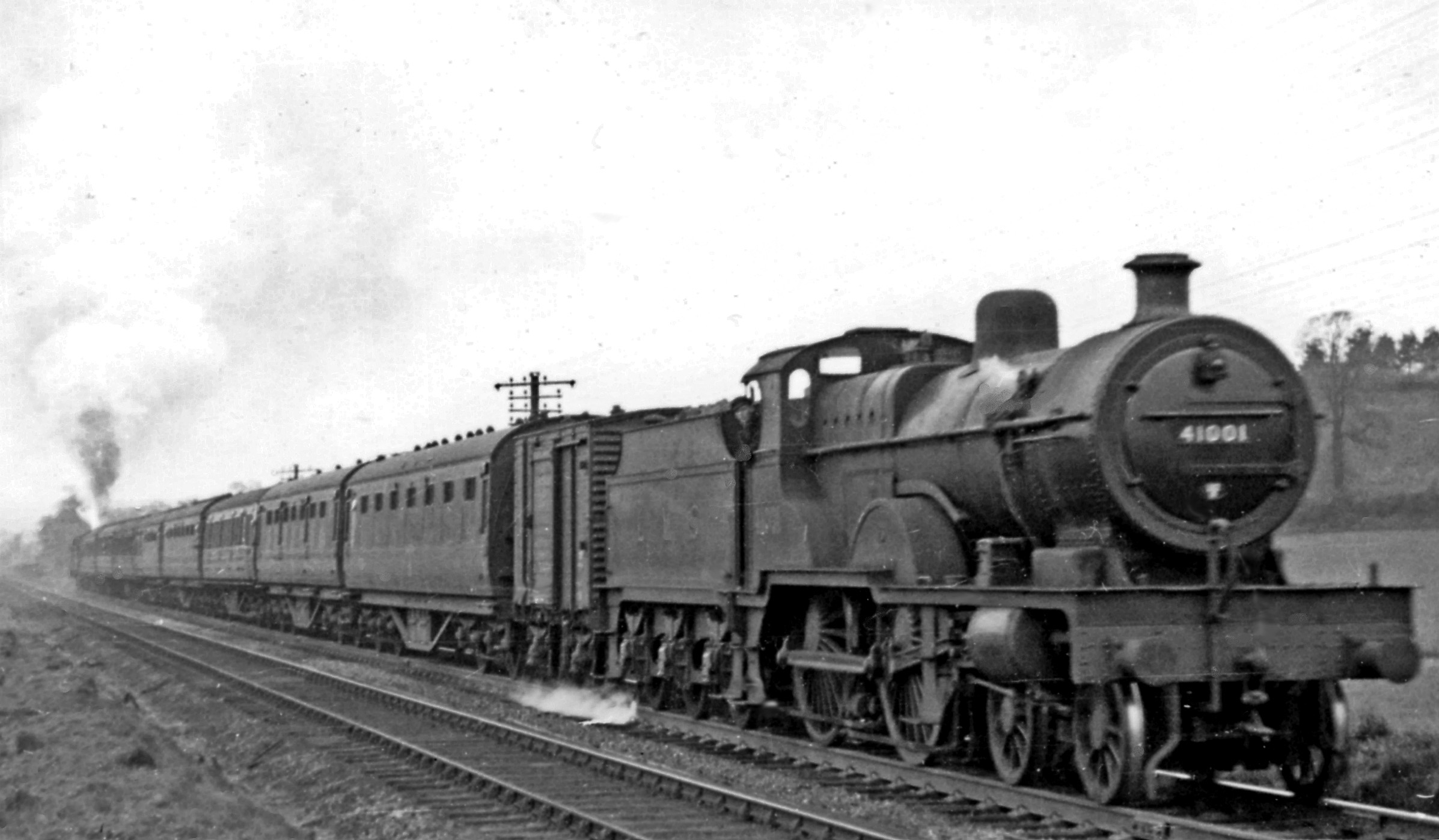
Un tren que asciende la rampa de Lickey, asistido en la parte trasera por una locomotora de refuerzo

La rampa de Lickey siguió siendo un inconveniente operativo en los años de la tracción a vapor. En 1920 se construyó una locomotora 0-10-0 de cuatro cilindros, especialmente diseñada para reforzar la tracción de los trenes que debían remontar la pendiente. Con el número de matrícula 2290, se conocía informalmente como Big Bertha, en alusión al mortero Gran Berta utilizado por el ejército alemán durante la Primera Guerra Mundial. Estaba dotada con un faro eléctrico para facilitar la maniobra de acoplarse a la parte trasera de un tren de mercancías en las horas de oscuridad.

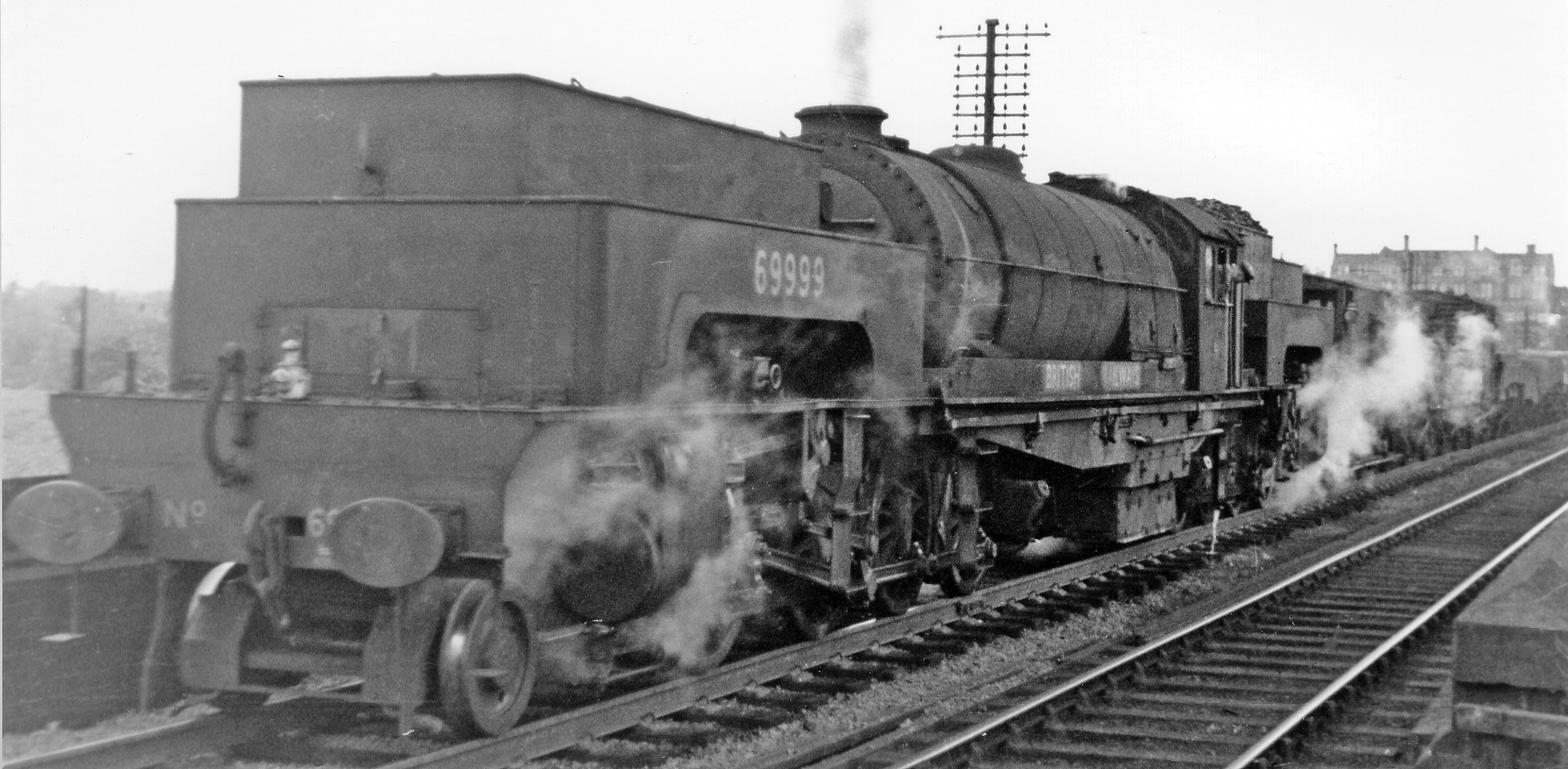
Locomotora LNER Garratt

Más adelante, mientras que la locomotora 2290 estaba siendo reacondicionada, se usó un diseño de máquina LMS 2-6-0+0-6-2 Garratt, la número 4998, y en 1949 se usó una LNER 2-8-0+0-8-2 Garratt Clase U1, matriculada con el número 69999.

## Estaciones intermedias cerca de Birmingham
Durante la Segunda Guerra Mundial, las estaciones intermedias entre Kings Norton y Birmingham en la alineación original de Birmingham y Gloucester se cerraron en 1941 por motivos económicos. Después del final de la guerra, pareció haber poca presión pública para reabrirlas y permanecieron cerradas.

## Desde 1923
A principios de 1923, la mayoría de los ferrocarriles de Gran Bretaña se estaban reestructurado en cuatro grandes agrupaciones, un cambio ordenado por la Ley de Ferrocarriles de 1921. El Ferrocarril de Midland pasó a formar parte del nuevo Ferrocarril de Londres, Midland y Escocés (LMS).

## Nacionalización

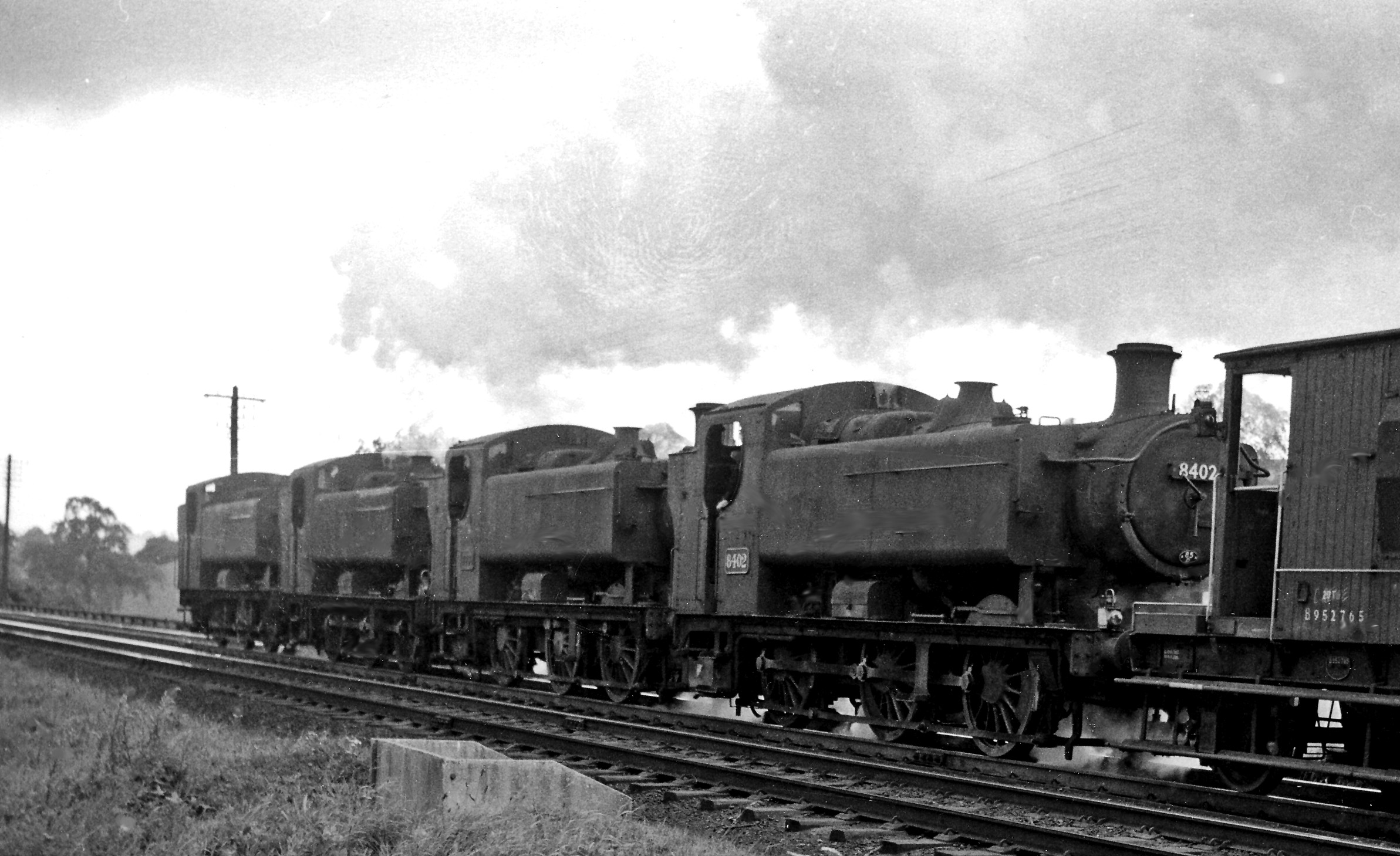
Cuatro locomotoras empujando un tren de carga pesado por la rampa de Lickey

En 1948, los ferrocarriles pasaron a ser de propiedad nacional bajo British Rail.

## Concentración de rutas alternativas
Todavía a principios de la década de 1960, tres rutas competían en el transporte de mercancías entre dos grupos de áreas: a) el suroeste de Inglaterra y el sur de Gales y b) West Midlands y el noroeste de Inglaterra: la línea principal descrita anteriormente, la "ruta Lickey", la vía de Honeybourne y Stratford y (sólo en el caso de Gales del Sur) la vía Hereford y Worcester, o Shrewsbury. La ruta troncal, la de Lickey, absorbió el tráfico más pesado por un margen moderado. La segunda línea se superpuso en el uso de un tramo de vía para el enlace hacia Gales del Sur al este de Gloucester; el tercero estaba principalmente relacionado con Gales y su trazado poco directo involucraba el paso por el túnel del Severn del Great Western para acceder al suroeste de Inglaterra. En ese momento se buscaba la concentración y la racionalización. La tracción diésel había convertido la pendiente de Lickey en un problema insignificante, por lo que se declaró ruta general de carga a partir de la primavera de 1965, de forma que el tráfico de mercancías dejó de pasar por la ruta de Honeybourne.

## Época posterior

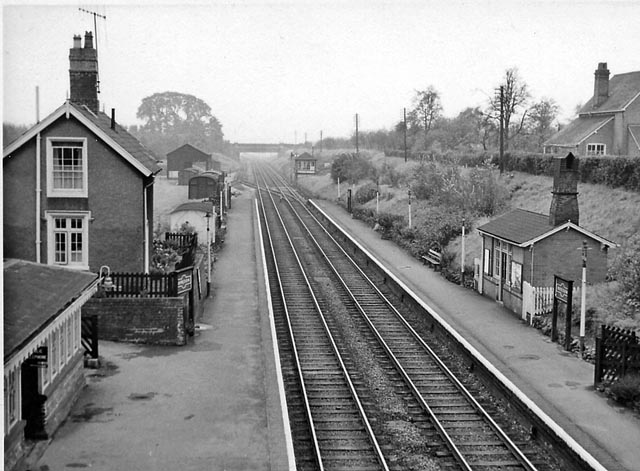
Vista hacia el sur de la Estación de Bredon hacia Cheltenham en 1960

La línea es una parte importante de la red ferroviaria británica y forma una sección de la línea principal de Bristol a Birmingham.
Los servicios frecuentes de pasajeros de larga distancia son operados por CrossCountry, como parte de Arriva UK Trains. La línea es también una importante ruta de carga. La compañía West Midlands Trains opera el servicio local de pasajeros de Hereford a Birmingham New Street, que usa la línea solo más cerca de esta última (Stoke Works Junction a Kings Norton).
La mayoría de los trenes de pasajeros de Birmingham New Street utilizan un breve tramo conocido como el antiguo Ferrocarril Suburbano del Oeste de Birmingham, mientras que algunos trenes directos utilizan la ruta original de Camp Hill por conveniencia al acercarse o salir de esa estación central en el extremo este en lugar del oeste.
La mayor parte del tráfico de mercancías utiliza la ruta de Camp Hill, que proporciona una conexión rápida a la red nacional en Saltley.
El ramal de Tewkesbury se cerró en 1961 a los pasajeros y por completo en 1964.

## Accidentes e incidentes
El 10 de noviembre de 1840, la caldera de la locomotora Surprise explotó en Bromsgrove. Dos personas murieron.

## Estaciones
- Gloucester; abierta el 4 de noviembre de 1840; cerrada el 12 de abril de 1896;
- Churchdown; inaugurada en agosto de 1842; cerrada en septiembre de 1842; reabierta el 2 de febrero de 1874; cerrada el 2 de noviembre de 1964;
- Badgeworth; inaugurada el 22 de agosto de 1843; cerrada en octubre de 1846;
- Hatherley Junction; divergencia de la curva a la línea de Banbury (1906-1956);
- Lansdown Junction; convergencia de la línea directa de Banbury y Cheltenham (1881-1962); divergencia de la línea del GWR a la estación St James (1847-1966);
- Cheltenham; abierta el 24 de junio de 1840; a veces conocida como Cheltenham Spa Lansdown; sigue abierta;
- Cheltenham Main Street; abierta el 1 de septiembre de 1862; cerrada el 1 de julio de 1910;
- Swindon (Gloucestershire); abierta el 26 de mayo de 1842; cerrada el 1 de octubre de 1844;
- Cleeve; abierta el 14 de febrero de 1843; cerrada el 20 de febrero de 1950;
- Ashchurch; abierta el 24 de junio de 1840; cerrada el 15 de noviembre de 1971; reabierta el 2 de junio de 1997; sigue abierta; divergencia del ramal de Tewkesbury (1840-1964); divergencia de la línea a Evesham (1864-1963);
- Ashchurch flat crossing (1864-1957);
- Bredon; abierta el 24 de junio de 1840; cerrada el 4 de enero de 1965;
- Eckington; abierta el 24 de junio de 1840; cerrada el 4 de enero de 1965;
- Defford; abierta el 24 de junio de 1840; cerrada el 4 de enero de 1965;
- Besford; inaugurada en noviembre de 1841; cerrada después de agosto de 1846;
- Pirton o Kempsey; inaugurada en noviembre de 1841; cerrada en noviembre de 1844;
- Wadborough; inaugurada en noviembre de 1841; cerrada el 4 de enero de 1965;
- Worcester Junction; inaugurada en noviembre de 1850; rebautizado como Abbot's Wood Junction en marzo de 1852; cerrada el 1 de octubre de 1855;
- Abbotswood Junction; divergencia del espolón hacia Worcester (1850-);
- Norton; inaugurada en noviembre de 1841; cerrada en agosto de 1846;
- Spetchley; abierta el 24 de junio de 1840; cerrada el 1 de octubre de 1855;
- Bredicot; inaugurada en noviembre de 1845; cerrada el 1 de octubre de 1855;
- Oddingley; abierta en septiembre de 1845; cerrada el 1 de octubre de 1855;
- Dunhampstead; inaugurada en noviembre de 1841; cerrada el 1 de octubre de 1855;
- Droitwich; abierta el 24 de junio de 1840; renombrada como Droitwich Road en 1852; cerrada el 1 de octubre de 1855;
- Dodder Hill; inaugurada en noviembre de 1841; cerrada el 5 de marzo de 1844;
- Stoke; abrió alrededor de septiembre de 1840; pronto rebautizada como Stoke Works; cerrada el 1 de octubre de 1855;
- Stoke Works Junction; convergencia de línea desde Droitwich Spa (1852-);
- Bromsgrove; abierta el 24 de junio de 1840; sigue abierta;
- Lickey Incline;
- Blackwell; abierta el 5 de junio de 1841; cerrada el 18 de abril de 1966;
- Barnt Green; abierta el 1 de mayo de 1844; sigue abierta; convergencia del ramal de Redditch (1859-);
- Croft Farm; abierta el 17 de septiembre de 1840; cerrada el 17 de diciembre de 1840;
- Cofton; abrió el 17 de octubre de 1840 como terminal norte temporal; cerrada el 17 de diciembre de 1840; reabierta en noviembre de 1841; cerrada diciembre de 1843
- Long Bridge; inaugurada en noviembre de 1841; cierre el 1 de mayo de 1849; reabierta en 1918; cerrada en 1927; reabierta el 8 de mayo de 1978; sigue abierta; convergencia de Halesowen Railway (1883-1964);
- Northfield; abierta el 1 de septiembre de 1870; sigue abierta;
- King's Norton; abierta el 1 de mayo de 1849; sigue abierta; divergencia de la West Suburban Line (1885-); divergencia de inmersión debajo de la West Suburban Line (1876-1967);
- Lifford East Junction; convergencia de la curva de Lifford;
- Lifford; abrió ?; cerrada en noviembre de 1844; reabierta el 28 de septiembre de 1885; cerrada el 30 de septiembre de 1940;
- Hazelwell; abierta el 1 de enero de 1903; cerrada el 27 de enero de 1941;
- Moseley; inaugurada en noviembre de 1841; rebautizada como King's Heath el 1 de noviembre de 1867; cerrada el 27 de enero de 1941;
- Moseley; abierta el 1 de noviembre de 1867; cerrada el 27 de enero de 1941;
- Brighton Road; abierta el 1 de noviembre de 1875; cerrada el 27 de enero de 1941;
- Camp Hill; inaugurada en diciembre de 1844; rebautizada como Camp Hill y Balsall Heath en diciembre de 1867; rebautizada como Camp Hill el 1 de abril de 1904; cerrada el 27 de enero de 1941; divergencia de la línea de conexión al Ferrocarril de Londres y Birmingham (1841-);
- Camp Hill; abierta el 17 de diciembre de 1840; cerrada el 17 de agosto de 1841; cerrada al tráfico de mercancías 1970.[27][10][28]

### Línea de conexión con el Ferrocarril de Londres y Birmingham
- Camp Hill (segunda estación); arriba;
- Bordesley Junction; convergencia de la línea conjunta con el GWR (1861-);
- St Andrews Junction; divergencia de la línea de conexión a la línea de Birmingham y Derby Junction, (1866-);
- Gloucester Junction con el Ferrocarril de Londres y Birmingham.[27][10][28]

### Línea de conexión con el Ferrocarril de Birmingham y Derby Junction
- St Andrews Junction; (arriba);
- Landor Street Junction; convergencia con el Ferrocarril de Birmingham y Derby Junction.[27][10][28]

### Ramal de Tewkesbury
- Ashchurch (arriba);
- Tewkesbury Junction; convergencia con la línea de Evesham (1864 a 1957);
- (Junction; divergencia con el Ferrocarril de Tewkesbury y Malvern (1864 a 1963);
- Tewkesbury; inaugurada el 21 de julio de 1840; cerrada y transferida a la línea de Malvern el 16 de mayo de 1864;
- Tewkesbury Quay.[27][10][28]